# Timi Max Elšnik
Timi Max Elšnik (* 29. April 1998 in Kidričevo) ist ein slowenischer Fußballspieler.

## Karriere

### Verein
Nachdem Elšnik in seiner Jugend für NK Zlatoličje gespielt hatte, ging er später zu NK Aluminij, wo er auch bis zur U19 verblieb. Danach ging er im Juli 2015 nach England und wurde hier Teil der U21 von Derby County. Für die erste Mannschaft wurde er dann Ende August im Rahmen des EFL Cups erstmals eingesetzt. Bei Einsätzen in diesem Wettbewerb verblieb es dann aber auch und selbst auf der Bank saß er nur bei ein paar Ligaspielen. Zur Saison 2017/18 wechselte er auf Leihbasis zu Swindon Town, wo er am 2. September 2017 seinen ersten Ligaeinsatz in der League Two absolvierte. Ende August 2018 folgte eine weitere Leihe bis Januar 2019 zu Mansfield Town, danach wurde er bis Saisonende weiter zu Northampton Town verliehen. Hiernach endete sein Vertrag mit Derby County.
Nach gut vier Monaten Vereinslosigkeit fand er Anfang 2020 mit NK Olimpija in seiner Heimat einen neuen Klub. Mit Olimpija wurde er bislang zwei Mal Pokalsieger und erreichte in der Spielzeit 2022/23 die slowenische Meisterschaft. Er spielte mit der Mannschaft zudem in der Gruppenphase der Conference League 2023/24. Seit Dezember 2020 führt er die Mannschaft als Kapitän an.
Im Juli 2024 wechselte er nach Serbien zum FK Roter Stern Belgrad.

### Nationalmannschaft
Mit der slowenischen U17 qualifizierte Elšnik sich für die Europameisterschaft 2015, bei der er mit seiner Mannschaft ohne Punktgewinn als Gruppenletzter ausschied. Nach ein paar Partien mit der U18, nahm er auch mit der U19 an einigen Freundschafts- und Qualifikationsspielen teil. Später gehörte er  dem slowenischen Kader bei der U21-Europameisterschaft 2021 an, bei dem Turnier führte er die Mannschaft als Kapitän an.
Seinen erster Einsatz für die slowenische A-Nationalmannschaft absolvierte am 8. Oktober 2021 bei einem 4:0-Sieg über Malta in der Qualifikation für die Weltmeisterschaft 2022, wo er in der 82. Minute für Jasmin Kurtič eingewechselt wurde. Nach einem weiteren Einsatz im Rahmen der Nations League im September 2022 kam er dann in den Qualifikationsspielen zur Europameisterschaft 2024 vermehrt zu Einsätzen. Sein erstes Tor für die Mannschaft gelang ihm bei einem 2:0-Freundschaftsspielsieg über Portugal im März 2024, bei dem er in der 80. Minute nach Vorarbeit von Petar Stojanović das 2:0 erzielte.
Elšnik wurde von Nationaltrainer Matjaž Kek in den Kader für die Fußball-Europameisterschaft 2024 berufen. Er stans als Stammspieler in allen vier slowenischen Turnierspielen bis zur Achtelfinal-Niederlage gegen Portugal in der Startelf.

## Erfolge
Mit Olimpija Ljubljana:
- Slowenischer Meister: 2022/23
- Slowenischer Pokalsieger: 2020/21, 2022/23